# Consejo de Garantías Estatutarias de Cataluña
El Consejo de Garantías Estatutarias es la más alta institución jurídico-consultiva de la Generalidad de Cataluña. De acuerdo con el Estatuto de autonomía (art. 76), le corresponde velar por que las leyes del Parlamento y las normas con fuerza de ley del Gobierno de Cataluña se adecuen al Estatuto de 2006 y a la Constitución española. Asimismo, ha de dictaminar, con carácter previo y preceptivo, la leyes y normas que las instituciones de la Generalidad y las locales pretendan recurrir ante el Tribunal Constitucional mediante los recursos de inconstitucionalidad, los conflictos de competencia y los conflictos en defensa de la autonomía local. El Consejo ejerce su función mediante la emisión de dictámenes jurídicos preceptivos y no vinculantes, a solicitud del Parlamento, el Gobierno catalán, el Síndic de Greuges o las instituciones locales.También desarrolla un papel de especial tutela de los derechos estatutarios, en los términos del artículo 38.1 del Estatuto. El Consejo dispone de autonomía orgánica, funcional y presupuestaria, como garantía de su independencia.
El Consejo de Garantías Estatutarias se constituyó el 24 de noviembre de 2009 y sucede, con funciones más amplias, al extinto Consejo Consultivo (1980-2009).

## Funciones
De acuerdo con lo establecido por el artículo 76 del Estatuto y el artículo 16 de la Ley 2/2009, el Consejo de Garantías Estatutarias dictamina sobre: 
1. La adecuación a la Constitución de los proyectos y proposiciones de reforma del Estatuto de autonomía de Cataluña antes de su aprobación por el Parlamento.
2. La adecuación al Estatuto y a la Constitución de los proyectos y las proposiciones de ley sometidos a la aprobación del Parlamento, incluidos los de lectura única.
3. La adecuación al Estatuto y a la Constitución de los decretos-ley sometidos a la convalidación del Parlamento.
4. La adecuación al Estatuto y a la Constitución de los proyectos de decreto legislativo aprobados por el Gobierno en los supuestos en que la ley de delegación establezca que el Parlamento debe efectuar el control adicional de la legislación delegada y antes de que sean publicados en el Diari Oficial de la Generalitat de Catalunya.
5. La adecuación a la autonomía local, garantizada por el Estatuto, de los proyectos y las proposiciones de ley, así como de los proyectos de decreto legislativo aprobados por el Gobierno.

Asimismo, dictamina previamente a la presentación del correspondiente procedimiento ante el Tribunal Constitucional, con relación a:
1. La interposición por el Parlamento o por el Gobierno de un recurso de inconstitucionalidad.
2. El planteamiento por el Gobierno de un conflicto de competencia.
3. La interposición de un conflicto en defensa de la autonomía local, constitucionalmente garantizada, en los supuestos que indica la Ley orgánica del Tribunal Constitucional.

## Composición y designación de los miembros
El Consejo de Garantías Estatutarias está integrado por nueve miembros, que han de ser juristas de competencia y prestigio reconocidos, con más de quince años de experiencia profesional, y ostentar la condición política de catalanes. Todos ellos actúan con imparcialidad y son inamovibles por razón del ejercicio de su cargo. Su mandato es por un período de seis años, y no pueden ser reelegidos.
Su nombramiento corresponde al presidente de la Generalidad mediante una doble vía de designación: seis elegidos a propuesta del Parlamento, acordada por mayoría de tres quintas partes de los diputados del Pleno y los tres restantes a propuesta del Gobierno de Cataluña. Uno de los tres miembros designados por este último lo es de entre una terna propuesta por el Consejo de Gobiernos Locales.

#### Designados a propuesta del Gobierno
Joan Vintró i Castells, presidente (2019-actualidad), Margarida Gil i Domènech, consejera secretaria (2017-actualidad), Eva Pons Parera, consejera (2022-actualidad).

#### Designados a propuesta del Parlamento
Enoch Albertí i Rovira, consejero (2022-actualidad), Mercè Barceló i Serramalera, consejera (2022-actualidad), Montserrat Rosell Martí, consejera (2022-actualidad), Francesc Esteve i Balagué, consejero  (2022-actualidad), Eduard Roig Molés, consejero  (2022-actualidad), Jesús Larios Paterna, vicepresidenta (2023-actualidad).

#### Composición histórica
Laura Díez Bueso (2022-2023), Joan Egea Fernàndez (2009-2022), Pere Jover i Presa (2009-2022), Jaume Vernet i Llobet (2009-2022), Àlex Bas i Vilafranca (2009-2022), Francesc de Paula Caminal i Badia (2013-2022), Carles Jaume i Fernández (2013-2022), Julio Añoveros Trias de Bes (23/11/2009-08/05/2012), Antonia Agulló Agüero (23/11/2009-21/03/2013), Enric Fossas Espadaler (23/11/2009-21/03/2013), Eliseo Aja (23/11/2009-07/07/2017), Joan Ridao Martín (20/03/2013-30/12/2016), Marc Carrillo (23/11/2009 - 01/08/2019).

### Marco normativo
1. Estatuto de autonomía de Cataluña (arts. 38, 76 y 77 y disposición transitoria primera)
2. Ley 2/2009, de 12 de febrero, del Consell de Garanties Estatutàries
3. Reglamento de organización y funcionamiento (Resolución de 25 de mayo de 2010) (enlace roto disponible en Internet Archive; véase el historial, la primera versión y la última).

- Datos: Q8350012